# ماتارانكا (كارديتسا)

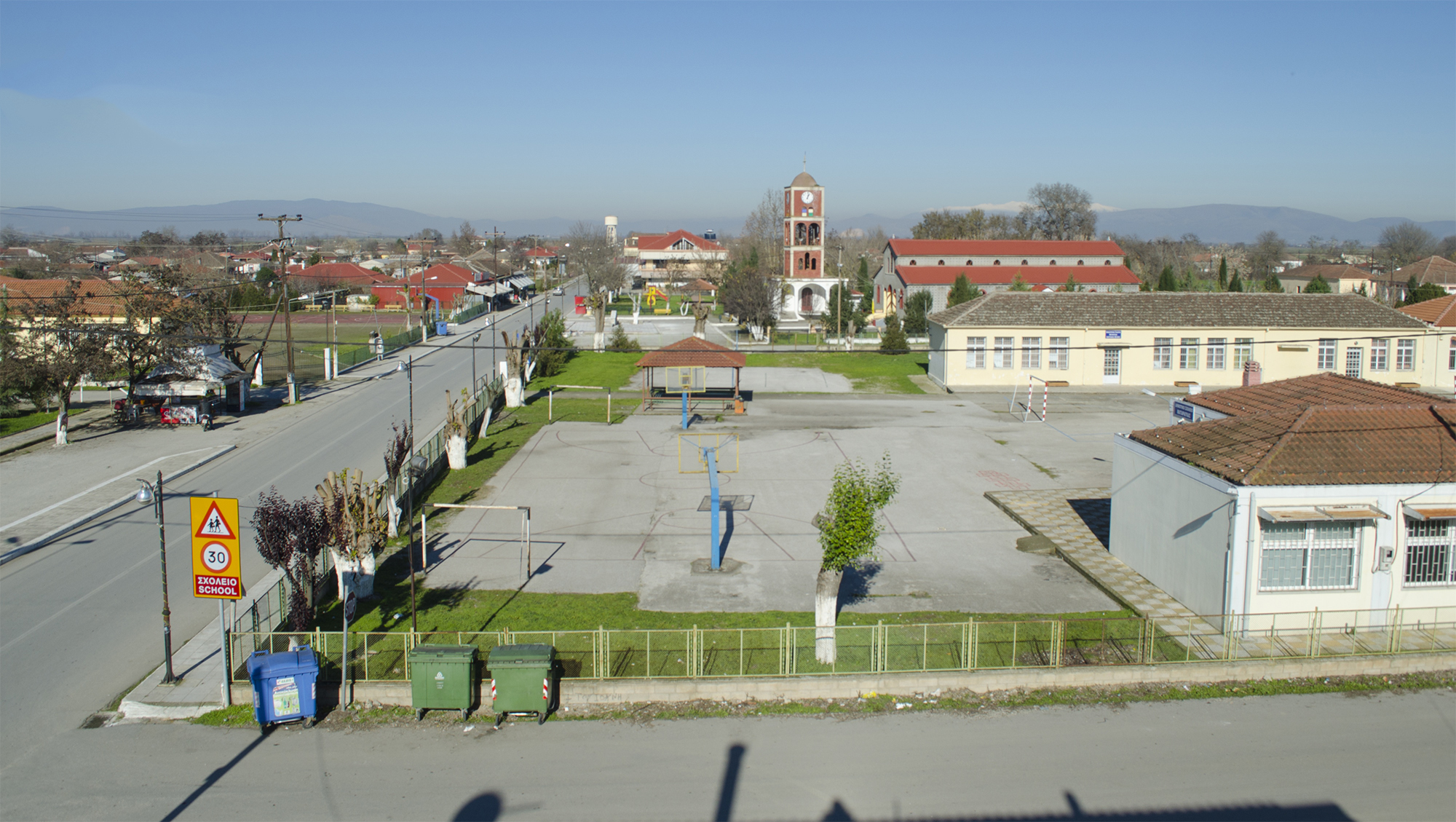
مدينة ماتارانكا.

ماتارانكا (Ματαράγκα) هي مدينة في كارديتسا في مقاطعة فوريا إلادا في اليونان.